# Mura veneziane di Verona
Le mura veneziane di Verona furono un'importante cortina difensiva provvista di numerosi bastioni e porte monumentali, commissionate dalla Repubblica Veneta per adeguare la precedente cortina scaligera all'introduzione della polvere da sparo, vista l'importanza strategica di Verona. Esse vennero realizzate a partire dal 1530 su progetto del noto architetto veronese Michele Sanmicheli insieme ad un rinnovamento armonico e funzionale della struttura urbanistica della città. Sanmicheli ha lasciato in eredità alla città una vasta e articolata cinta bastionata oltre che le monumentali porte di San Zeno, del Palio e Nuova, definite da Giorgio Vasari tra le più belle d'Italia, anche se alcuni bastioni furono demoliti e quindi ricostruiti con una tecnica differente durante il dominio austriaco nel XIX secolo.